# Les Arcs-sur-Argens
Les Arcs-sur-Argens – miejscowość i gmina we Francji, w regionie Prowansja-Alpy-Lazurowe Wybrzeże, w departamencie Var.
Według danych na rok 1990 gminę zamieszkiwały 4744 osoby, a gęstość zaludnienia wynosiła 87 osób/km² (wśród 963 gmin regionu Prowansja-Alpy-W. Lazurowe Les Arcs-sur-Argens plasuje się na 140. miejscu pod względem liczby ludności, natomiast pod względem powierzchni na miejscu 128.).